# Ludger Rémy
Ludger Rémy (Kalkar, Nederrijn, 4 februari 1949 – 20 juni 2017) was een Duits klavecinist, fortepianospeler, dirigent, muziekpedagoog en musicoloog

## Levensloop
Rémy studeerde klavecimbel in Freiburg im Breisgau en vervolgens in Parijs bij Kenneth Gilbert. Hij doceerde aan diverse Duitse conservatoria: de Folkwang Universität in Essen, de Hochschule für Musik und Tanz Keulen, afdeling Wuppertal, en in Weimar en Bremen. Hij werd in 1998 docent Oude Muziek aan de Muziekhogeschool Carl Maria von Weber in Dresden.
Hij was voornamelijk actief in het herontdekken en uitvoeren van oude Duitse muziek. Hij bestudeerde ook de geschiedenis en de literatuur van de 17de- en 18de-eeuwse muziek. Remy trad internationaal op als dirigent en als klavecimbel- en pianofortespeler. In 1994 stichtte hij het naar Carl Philipp Emanuel Bach genoemde orkest Les Amis de Philippe. Hij was in de periode 1995-2010 zes keer jurylid bij het internationale klavecimbel- en pianoforteconcours van het Festival Musica Antiqua in Brugge.
Hij overleed op 68-jarige leeftijd.

## Discografie
- Carl Philipp Emanuel Bach
  - Sonates en Rondos voor Kenners en Liefhebbers, 2. Sammlung 1780, (op de Hammerflügel van Joh. Andreas Stein, Augsburg 1788)
  - Klavecimbelconcerti W. 30, W. 37, W. 38, „Les Amis de Philippe“ - klavecimbel en dirigent Ludger Rémy, 1995
  - Klavecimbelconcerti W. 42, 43, 32, 2, „Les Amis de Philippe“- klavecimbel en dirigent Ludger Rémy, 1997/98
  - Berliner Sinfonien, „Les Amis de Philippe“ - klavecimbel en dirigent Ludger Rémy, 1996
  - Triosonates voor traverso, viool en basso continuo, „Les Amis de Philippe“, 2003
  - Liederen en Odes, Klaus Mertens, Bariton - Ludger Rémy, Fortepiano, 1998
  - Liederen – Pastor Sturms geistliche Gesänge, Klaus Mertens, Bariton - Ludger Rémy, Fortepiano, 1999/2000
  - Gellerts geistliche Oden und Lieder, Dorothee Mields, Sopran - Ludger Rémy, Fortepiano, 2003/04
  - Hamburgse Feestmuziek, Himlische Cantorey, „Les Amis de Philippe“ - dirigent Ludger Rémy, 2004/05
  - Hamburger Quartalsmusiken, Himlische Cantorey, „Les Amis de Philippe“ - dirigent Ludger Rémy, 2010
- Georg Philipp Telemann
  - Die Hirten bei der Krippe zu Bethlehem en Weihnachtskantaten, 1761 & 1762, Constanze Backes, Mechtild Georg, Andreas Post, Klaus Mertens, Kammerchor Michaelstein & Telemann-Kammerorchester Michaelstein, dirigent Ludger Rémy, 1996
  - Advents- und Weihnachtskantaten, Dorothee Mields, Britta Schwarz, Wilfried Jochens, Dirk Schmidt, Magdeburger Kammerchor (Ltg.: Lothar Hennig), Telemann-Kammerorchester Michaelstein, dirigent Ludger Rémy, 1997
  - Frankfurter Kantaten, Mona Spägele, Henning Voss, Wilfried Jochens, Klaus Mertens, Leipziger Bläserkollegium (Arno Paduch), Telemann-Kammerorchester Michaelstein, dirigent Ludger Rémy, 1997
  - De Verrijzenis (Oratorium), De Norske, Tyske og Danske Glaede, Dorothee Mields, Britta Schwarz, Andreas Post, Klaus Mertens, Magdeburger Kammerchor (Ltg.: Lothar Hennig), Telemann-Kammerorchester Michaelstein, dirigent Ludger Rémy, 1998/99
  - Der Tod Jesu (Oratorium), Dorothee Mields, Britta Schwarz, Jan Kobow, Klaus Mertens, Magdeburger Kammerchor (Ltg.: Lothar Hennig), Telemann-Kammerorchester Michaelstein, dierigent Ludger Rémy, 1999 / 2000
  - De Messias (Fragment naar Klopstock) u. a., Veronika Winter, Marion Krefurth, Jan Kobow, Klaus Mertens, Telemannisches Collegium Michaelstein, dirigent Ludger Rémy, 2001/02
  - 24 Lieder und Oden, u. a., Klaus Mertens, Bariton, Ludger Rémy, klavecimbel, 2001/02
  - Singe-, Spiel- und Generalbaßübungen 1733, Klaus Mertens, Bariton, Ludger Rémy, klavecimbel, 2004/05
  - Späte Pfingstkantaten u.a., Dorothee Mields, Elisabeth Graf, Knut Schoch, Ekkehard Abele, Telemannisches Collegium Michaelstein, dirigent Ludger Rémy, 2005/06
  - Kapitänsmusik 1724, Magdalene Podkoscielna, David Erler, Andreas Post, Ekkehard Abele, Matthias Vieweg, Telemannisches Collegium Michaelstein, dirigent Ludger Rémy,  2008
  - Moralische Kantaten / 3. Sammlung, Maria Jonas, Sopran – Klaus Mertens, Bariton, „Les Amis de Philippe“ - dirigent Ludger Rémy, 2009
- Gottfried Heinrich Stölzel
  - Brockespassion 1725, Constanze Backes, Dorothee Mields, Henning Voss, Knut Schoch, Andreas Post, Florian Mehltretter, Klaus Mertens, Kammerchor Michaelstein (Ltg.:Helko Siede), Telemann-Kammerorchester Michaelstein, dirigent Ludger Rémy, 1998
  - Weihnachten 1735/36, Britta Schwarz, Henning Voss, Jan Kobow, Klaus Mertens, Weimarer Barockensemble, dirigent Ludger Rémy, 1999
  - Weihnachten 1735/36, Britta Schwarz, Henning Voss, Jan Kobow, Klaus Mertens, Weimarer Barockensemble, dirigent Ludger Rémy, 2000
  - Sämtliche Kammerkantaten Vol. 1, Dorothee Mields, Sopran - Jan Kobow, Tenor, „Les Amis de Philippe“ - dirigent Ludger Rémy, 2001/02
  - Sämtliche Kammerkantaten Vol. 2, Dorothee Mields, Sopran - Jan Kobow, Tenor, „Les Amis de Philippe“ - dirigent Ludger Rémy, 2002/03
  - Pfingstoratorium 1735/36, Dorothee Mields, Martin Wölfel, Jan Kobow, Christian Immler, Telemannisches Collegium Michaelstein, dirigent Ludger Rémy, 2002/04
  - Sondershäuser Serenaten, Dorothee Mields, Elisabeth Graf, Knut Schoch, Ekkehard Abele, Telemannisches Collegium Michaelstein, dirigent Ludger Rémy, 2005/07
- Johann Sebastian Bach
  - Solokonzerte Vol. 1, Alta Ripa Hannover - Gregor Hollmann, Bernward Lohr, Rudolf Innig, Ludger Rémy - klavecimbels, 1995
  - Solokonzerte Vol. 2, Alta Ripa Hannover - Gregor Hollmann, Bernward Lohr, Rudolf Innig, Ludger Rémy - klavecimbels, 1996
  - Solokonzerte Vol. 3, Alta Ripa Hannover - Gregor Hollmann, Bernward Lohr, Rudolf Innig, Ludger Rémy - klavecimbels, 1997
  - Solokonzerte Vol. 4, Alta Ripa Hannover - Gregor Hollmann, Bernward Lohr, Rudolf Innig, Ludger Rémy - klavecimbels, 1998
  - Solokonzerte Vol. 5, Alta Ripa Hannover - Gregor Hollmann, Bernward Lohr, Rudolf Innig, Ludger Rémy - klavecimbels, 1999
  - Weimarer Transkriptionen, Ludger Rémy, klavecimbelsCembalo - Sebastian Knebel, Orgel - Simon Standage, Violine - Weimarer Barockorchester, 1997
  - Kammermusik im Hause Bach, Chursächsische Cappelle Leipzig - Ludger Rémy - klavecimbels, 1996
- Diversa 1
  - „Musik am Hofe derer von Bünau zu Weesenstein“, Ensemble Alte Musik Dresden - dirigent Ludger Rémy, Leipzig, 1994
  - „Musik des Sechs-Städte-Bundes“, Ensemble Alte Musik Dresden - dirigent Ludger Rémy, Leipzig, 1996
  - Tag der Mitteldeutschen Barockmusik, Siri Thornhill, Marek Srepka, Telemann-Kammerorchester Michaelstein, dirigent Ludger Rémy, 2000
  - Johann Heinrich Rolle, Oratorium auf Weihnachten, Gundula Anders, Dorothee Mields, Britta Schwarz, Wilfried Jochens, Dirk Schmidt, Kammerchor Michaelstein (Ltg.:Helko Siede), Telemann-Kammerorchester Michaelstein, dirigent Ludger Rémy, 1997
  - Francesco Maria Manfredini, 12 Concerti grossi op. 3, „Les Amis de Philippe“- klavecimbel en dirigent Ludger Rémy, 1998/99
  - Jiri Antonin Benda u.a., Kantaten, Dorothee Mields, Britta Schwarz, Andreas Post, Jörn Lindemann, Klaus Mertens, Telemann-Kammerorchester Michaelstein / dirigent Ludger Rémy, 1998/99
  - Der heitere Bach, Kantaten und Lieder aus der Familie Bach, Rheinische Kantorei, Das Kleine Konzert, Ludger Rémy, Hammerflügel, dirigent Hermann Max, 2001
  - Joseph Schuster, Demofoonte (Oper nach Metastasio, Forlì 1776), Dorothee Mields, Marie Menlitzky, Jörg Waschinski, Werner Buchin, Andreas Post, Jan Kobow u.a., La Ciaccona München / dirigent Ludger Rémy, 2001/03
  - Georg Gebel d. J., Johannespassion, Dorothee Mields, Henning Voss, Jan Kobow, Klaus Mertens u.a., ensemble inCanto Weimar, Weimarer Barockensemble / dirigent Ludger Rémy, 2002/03
  - Johann Theile, Weltliche Arien & Canzonetten 1661, Shirin Partowi, Werner Buchin, Henning Kaiser, Matthias Vieweg, „Les Amis de Philippe“ - dirigent Ludger Rémy, 2003/04
  - Philipp Heinrich Erlebach zum 350. Geburtstag, Großbesetzte Kantaten, Dorothee Mields, Alexander Schneider, Andreas Post, Matthias Vieweg, „Les Amis de Philippe / dirigent Ludger Rémy, 2007
  - Johann Friedrich Fasch zum 320. Geburtstag, Ouverturen – Sinfonien - Concerti, „Les Amis de Philippe / dirigent Ludger Rémy, 2008
  - Friedrich Wilhelm Zachow, Festliche Kantaten, capella frisiae, Accademia Amsterdam / dirigent Ludger Rémy, 2009
  - Georg Gebel d. J., Kantaten zur Weihnachtszeit, Veronika Winter, Britta Schwarz, Andreas Post, Matthias Vieweg, Cantus Wettinianus Dresden, „Les Amis de Philippe / dirigent Ludger Rémy, 2010
- Diversa 2: solo en kamermuziek
  - Joseph Haydn, Die Londoner Sonaten von 1794/95, (auf einem Hammerflügel von Broadwood, London 1794)
  - Franz Schubert, „Die Winterreise“ 1827/1828, met Harry Geraerts, Tenor (Hammerflügel von Hoxa 1828), 1991
  - Der Verleger Jean André, Musik an westfälischen Adelshöfen, Pleyel, Sterckel, Vanhal etc., met Janet See (Traverso),Wolfgang Brunner & Ludger Rémy (Hammerflügel), 1991
  - „Banchetto musicale“, Musik von Rosenmüller, Avenarius, Telemann, C.P.E. Bach u.a., Telemann-Kammerorchester Michaelstein - dirigent Ludger Rémy, 1995
  - Elisabeth Jacquet de la Guerre, Sonatas, Camerata moderna, Ludger Rémy, klavecimbel, 1997
  - Johann Jakob Froberger, „Straßburger Manuskript“, 14 Suites, Ludger Rémy, klavecimbel, 2000
  - Karl Siegmund v. Seckendorff, Lieder, Jan Kobow, Tenor, Ludger Rémy, Hammerflügel (Instrument von Schiedmayer 1794), 2001-2003
  - Georg Friedrich Händel, Die großen Suiten 1720, Ludger Rémy, klavecimbel, 2002-2003
  - Sperontes, Die Singende Muse an der Pleisse, Ulrike Staude, Martin Petzold u.a., Ulrich Wedemeier, Lauteninstrumente, Thomas Fritzsch, Viola da Gamba, Ludger Rémy, klavecimbel en fortepiano, 2006
  - Johann Gottlieb Graun, Dresdner Trios für 2 Violinen & b.c. (I), „Les Amis de Philippe“, 1998
  - Johann Gottlieb Graun, Dresdner Trios für 2 Violinen & b.c. (II), „Les Amis de Philippe“, 2009
  - Johann Gottlieb Graun, Dresdner Trios für Violine od. Viola & Clavier (III), „Les Amis de Philippe“, 2010